# سیکالیکول
سیکالیکول (انگلیسی: Sikalikul) یک شهرک در شهرستان دیورتیورلینسکی در استان باشقیرستان کشور روسیه است.